# Colle Sannita
Colle Sannita är en ort och kommun i provinsen Benevento i regionen Kampanien i Italien. Kommunen hade 2 387 invånare (2017).